# Burak Seres
Burak Seres (* 24. September 1992 in Çorum) ist ein türkischer Fußballspieler, der für Ankaraspor spielt.

## Karriere
Seres kam in Çorum auf die Welt. Hier begann er mit dem Vereinsfußball in der Jugend von Çorum Gençlerbirliği, ehe er 2006 in die Jugend von Ankaraspor wechselte. Hier erhielt er 2009 einen Profivertrag, spielte aber weiterhin fast ausschließlich für die Reservemannschaft. Dennoch beteiligte man Seres am Training der Profimannschaft und versuchte ihn so an die Profis heranzuführen. Sein Profidebüt gab er 28. Oktober 2009 in einer Pokalbegegnung gegen Tokatspor. Um ihm Spielpraxis in einer Profiliga zu ermöglichen, verlieh Ankaraspor Seres für die Dauer von anderthalb Spielzeiten an den Viertligisten Hatayspor. Im Sommer 2011 kehrte er zu Ankaraspor zurück, da aber die Profimannschaft zwischenzeitlich vom türkischen Profifußballbetrieb ausgeschlossen worden war, spielte er eine halbe Spielzeit für die Reservemannschaft. Die Rückrunde der Saison verbrachte er als Leihspieler bei der Zweitmannschaft von Ankaraspor, beim Drittligisten Bugsaş Spor.
Im Sommer 2012 wechselte er dann zu Kızılcahamamspor, spielte hier nur die Hinrunde und wechselte dann zu İskenderunspor 1967.
Für die Saison 2013/14 wechselte er zu seinem alten Verein Ankaraspor zurück, dieser Verein hatte in der Zwischenzeit die Lizenz für die Teilnahme an der TFF 1. Lig erhalten. Nach dem vorsaisonlichen Vorbereitungscamp wurde Seres an Orhangazispor ausgeliehen.